# BRIT Awards 1986
La VI edizione dei BRIT Awards si tenne nel 1986 presso il Grosvenor Hotel.

## Vincitori
- Miglior produttore britannico: Dave Stewart
- Miglior artista solista internazionale: Bruce Springsteen
- Cantante femminile britannica: Annie Lennox
- Gruppo britannico: Dire Straits
- Cantante maschile britannico: Phil Collins
- Singolo britannico: Tears for Fears - "Everybody Wants to Rule the World"
- British Video: Paul Young - "Everytime You Go Away"
- Best British Newcomer: Go West
- Gruppo internazionale: Huey Lewis & the News
- Outstanding contribution: Wham! and Elton John (Joint Winners)